# La Chute des héros
Pour plus de détails, voir Fiche technique et Distribution.
La Chute des héros (Time Limit) est un film américain réalisé par Karl Malden, sorti en 1957.

## Synopsis
En plein contexte de guerre de Corée, un officier d'aviation, le commandant Harry Cargill est accusé de collaboration avec l'ennemi, notamment d'avoir donné à ses codétenus des cours de marxisme-léninisme, durant sa détention dans un camp de prisonnier coréen. 
Un avocat militaire, le colonel William Edwards, tente de comprendre les circonstances de cette trahison incompréhensible. Lors des auditions, le Caporal Jean Evans lui fait remarquer d'étranges similitudes dans les témoignages des rescapés revenus du camp de prisonnier. Rapidement, le colonel Edwards comprend qu'un secret plus complexe entoure la trahison supposée du Commandant Cargill, et qu'une confrontation douloureuse va être nécessaire pour faire émerger la vérité.

## Fiche technique
- Titre : La Chute des héros
- Titre original : Time Limit
- Réalisation : Karl Malden
- Scénario : Henry Denker et Ralph Berkey
- Production : William Reynolds et Richard Widmark
- Musique : Fred Steiner
- Photographie : Sam Leavitt
- Montage : William Reynolds et Aaron Stell
- Pays de production : États-Unis
- Format : Noir et blanc - Mono
- Genre : Guerre
- Durée : 96 minutes
- Date de sortie :
  - États-Unis : 23 octobre 1957
- Affiche : André Bertrand (France)

## Distribution
- Richard Widmark  (VF : Jean Claudio) : Colonel William Edwards
- Richard Basehart (VF : René Arrieu)  : Commandant Harry Cargill
- Dolores Michaels : Caporal Jean Evans
- June Lockhart : Mrs. Cargill
- Carl Benton Reid  (VF : Abel Jacquin) : Général Connors
- Martin Balsam  (VF : Pierre Leproux) : Sergent Baker
- Rip Torn  (VF : Michel François) : Lieutenant George Miller
- Yale Wexler  (VF : Roger Rudel) : Connors
- Alan Dexter  (VF : Claude Bertrand) : Mike